# Square Jan-Doornik
Le square Jan-Doornik est un espace vert du 16e arrondissement de Paris.

## Situation et accès

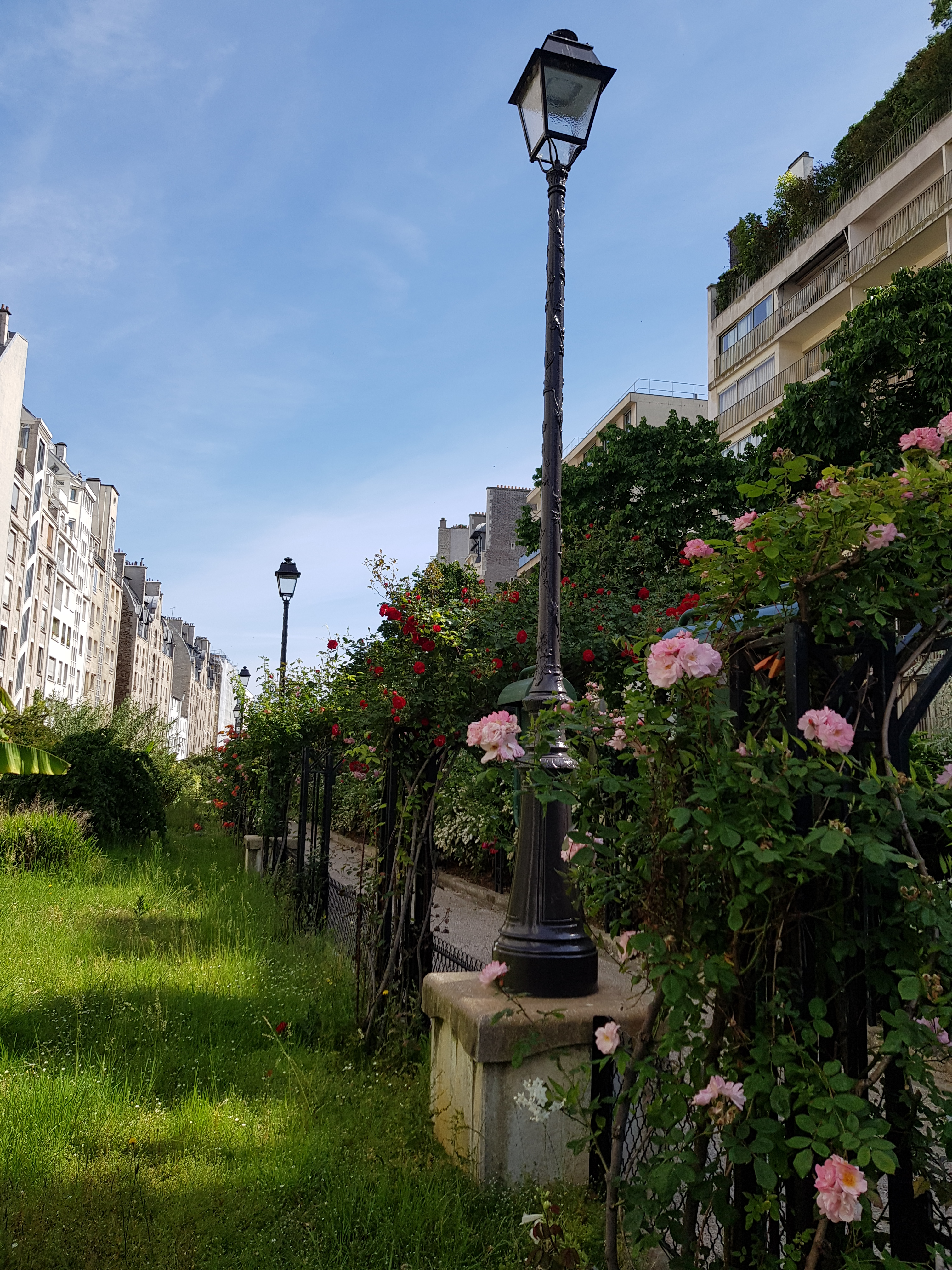
Le square peu après le confinement (mai 2020).

Le square est accessible par le boulevard Flandrin (en vis-à-vis des immeubles allant du no 28 au no 62).
Il est desservi par la ligne 2 à la station Porte Dauphine.

## Origine du nom

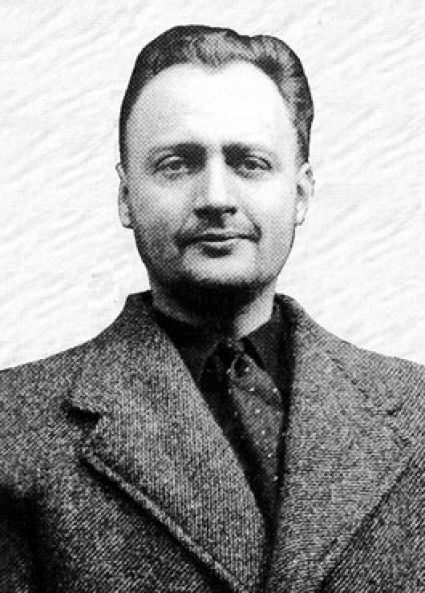
Jean Doornik.

Il est nommé en l'honneur de Jan Doornik (1905-1941), résistant néerlandais.

## Historique
Comme l'indique le panneau d'entrée du square, la promenade qui dissimule la ligne souterraine du RER C (entre les gares Henri-Martin et Avenue-Foch) fut aménagée en 1989 sur la couverture, réalisée en 1986-1987, de la tranchée de l'ancienne ligne d'Auteuil. Cette ligne ouverte en 1854, fermée en 1985 et remplacée sur ce tronçon par la branche nord-est du RER C entrée en service en 1988, comportait depuis 1900 4 voies au milieu du boulevard Flandrin.
Le square comprend des corbeilles de fleurs, des compositions de graminées et de fougères ainsi que des bananiers, un mail de poiriers à fleurs, une pergola aux rosiers grimpants, des treillages recouverts de clématites et une aire de jeux pour les enfants.